# Финал Кубка Гагарина 2021
Финал Кубка Гагарина 2021 — решающая серия розыгрыша плей-офф Кубка Гагарина в сезоне Континентальной хоккейной лиги 2020/2021 годов. В финале приняли участие чемпионы Восточной и Западной конференций, Авангард и ЦСКА соответственно.

## Формат финала
Финальная серия состояла максимум из семи игр и велась до четырёх побед, в формате Д-Д-Г-Г-Д-Г-Д. Преимущество домашней площадки получила команда, занявшая наивысшее место в лиге по итогам регулярного чемпионата.

## Команды
В данной таблице учитываются только финалы Кубка Гагарина (с 2009 года).
| Команда  | Предыдущие финалы (победы выделены) |
| -------- | ----------------------------------- |
| ЦСКА     | 3 (2016, 2018, 2019)                |
| Авангард | 2 (2012, 2019)                      |

## Путь к финалу

### Регулярный чемпионат
Авангард занял второе место в Восточной конференции и 4 место в таблице регулярного чемпионата, набрав 84 очка в 60 матчах.
ЦСКА занял первое место в Западной конференции и в общей таблице регулярного чемпионата, набрав 91 очко в 60 матчах.
В регулярном сезоне 2020/21 команды встречались два раза, в обоих случаях успех праздновал ЦСКА.
| 4 октября 2020 17:00 | ЦСКА | 4 : 2 1:0, 2:0, 1:2 | Авангард | ЦСКА Арена, Москва Зрителей: 2453 |

| Отчёт | Отчёт                   | Отчёт                                                                                          | Отчёт                                                   | Отчёт                                                                                |
| --- | ----------------------- | ---------------------------------------------------------------------------------------------- | ------------------------------------------------------- | ------------------------------------------------------------------------------------ |
| |                         |                                                                                                |                                                         |                                                                                      |
| | Александр Шарыченков    | Вратари                                                                                        | 00:00-58:21 — Эмиль Гарипов 59:07-59:20 — Эмиль Гарипов | Судьи: Денис Наумов Юрий Оскирко Линейные судьи: Торнике Кучава Александр Садовников |
| | Голы:                   |                                                                                                |                                                         | Судьи: Денис Наумов Юрий Оскирко Линейные судьи: Торнике Кучава Александр Садовников |
| Константин Окулов — 03:59 (М. Шалунов, М. Мамин) Максим Мамин — 27:30 (К. Дальбек, К. Окулов) Николай Голдобин — 37:30 (Б. Лайпсик, М. Робинсон) Максим Мамин (п.в.) — 59:07 (М. Робинсон, К. Окулов) | 1:0 2:0 3:0 3:1 3:2 4:2 | 47:59 — Оливер Каски (С. Толчинский, А. Емелин) 51:40 — Егор Чинахов (С. Толчинский, О. Каски) |                                                         | Судьи: Денис Наумов Юрий Оскирко Линейные судьи: Торнике Кучава Александр Садовников |
| |                         |                                                                                                |                                                         | Судьи: Денис Наумов Юрий Оскирко Линейные судьи: Торнике Кучава Александр Садовников |
| |                         |                                                                                                |                                                         | Судьи: Денис Наумов Юрий Оскирко Линейные судьи: Торнике Кучава Александр Садовников |
| |                         |                                                                                                |                                                         | Судьи: Денис Наумов Юрий Оскирко Линейные судьи: Торнике Кучава Александр Садовников |
| 10 мин | Штраф                   | 6 мин                                                                                          |                                                         | Судьи: Денис Наумов Юрий Оскирко Линейные судьи: Торнике Кучава Александр Садовников |
| |                         |                                                                                                |                                                         |                                                                                      |
| | 20                      | Броски                                                                                         | 30                                                      |                                                                                      |

| 10 декабря 2020 17:00 | Авангард | 1 : 4 1:1, 0:2, 0:1 | ЦСКА | Арена «Балашиха», Балашиха Зрителей: 0 |

| Отчёт                                        | Отчёт                                                 | Отчёт | Отчёт                | Отчёт                                                                                     |
| -------------------------------------------- | ----------------------------------------------------- | --- | -------------------- | ----------------------------------------------------------------------------------------- |
|                                              |                                                       | |                      |                                                                                           |
|                                              | Шимон Грубец — 00:00-58:16 Шимон Грубец — 58:47-60:00 | Вратари | Александр Шарыченков | Судьи: Сергей Беляев Роман Гофман Линейные судьи: Александр Захаренков Александр Николаев |
|                                              | Голы:                                                 | |                      | Судьи: Сергей Беляев Роман Гофман Линейные судьи: Александр Захаренков Александр Николаев |
| Рид Буше (бол.) — 02:08 (К. Найт, Д. Зернов) | 1:0 1:1 1:2 1:3 1:4                                   | 14:48 — Никита Сошников (М. Ибрагимов, Б. Киселевич) 20:19 — Брендан Лайпсик (М. Кемпе, Н. Сошников) 33:52 — Максим Мамин (К. Окулов) 58:47 — Максим Соркин (п.в.) (И. Телегин, Н. Коростелёв) |                      | Судьи: Сергей Беляев Роман Гофман Линейные судьи: Александр Захаренков Александр Николаев |
|                                              |                                                       | |                      | Судьи: Сергей Беляев Роман Гофман Линейные судьи: Александр Захаренков Александр Николаев |
|                                              |                                                       | |                      | Судьи: Сергей Беляев Роман Гофман Линейные судьи: Александр Захаренков Александр Николаев |
|                                              |                                                       | |                      | Судьи: Сергей Беляев Роман Гофман Линейные судьи: Александр Захаренков Александр Николаев |
| 2 мин                                        | Штраф                                                 | 6 мин |                      | Судьи: Сергей Беляев Роман Гофман Линейные судьи: Александр Захаренков Александр Николаев |
|                                              |                                                       | |                      |                                                                                           |
|                                              | 26                                                    | Броски | 30                   |                                                                                           |

### Плей-офф
| Западная конференция   |          |           |            |                                             |
| Стадия                 | Соперник | Соперник  | Общий счёт | Результаты игр                              |
| 1/4 финала конференции | 8        | Спартак   | 4-0        | 1:0 (ОТ), 5:1, 3:0, 3:1                     |
| 1/2 финала конференции | 4        | Локомотив | 4-3        | 0:2, 4:1, 2:1 (ОТ), 0:3, 3:2, 1:2 (ОТ), 2:0 |
| Финал конференции      | 2        | СКА       | 4-2        | 3:0, 2:0, 5:2, 1:3, 2:3 (ОТ), 2:0           |

| Восточная конференция  |          |              |            |                                           |
| Стадия                 | Соперник | Соперник     | Общий счёт | Результаты игр                            |
| 1/4 финала конференции | 7        | Автомобилист | 4-1        | 3:0, 4:3, 2:1, 3:4 (OT), 3:1              |
| 1/2 финала конференции | 3        | Металлург    | 4-2        | 2:5, 2:1 (OT), 3:0, 1:7, 4:0, 5:1         |
| Финал конференции      | 1        | Ак Барс      | 4-3        | 3:1, 2:0, 1:2, 1:2, 3:2(ОТ), 0:2, 4:3(ОТ) |

## Арены
| Москва              | ЦСКА Арена Арена «Балашиха»Арены финала Кубка Гагарина 2021 | Балашиха          |
| ЦСКА Арена          | ЦСКА Арена Арена «Балашиха»Арены финала Кубка Гагарина 2021 | Арена «Балашиха»  |
| Вместимость: 12 680 | ЦСКА Арена Арена «Балашиха»Арены финала Кубка Гагарина 2021 | Вместимость: 5525 |
|                     | ЦСКА Арена Арена «Балашиха»Арены финала Кубка Гагарина 2021 |                   |

## Результаты матчей

### Игра № 1
| 18 апреля 2021 18:00 | ЦСКА | 1 : 4 0:1, 0:1, 1:2 | Авангард | ЦСКА Арена, Москва Зрителей: 7138 |

| Отчёт                    | Отчёт                                                   | Отчёт | Отчёт        | Отчёт                                                                                              |
| ------------------------ | ------------------------------------------------------- | --- | ------------ | -------------------------------------------------------------------------------------------------- |
|                          |                                                         | |              | |
|                          | Ларс Юханссон — 00:00-56:03 Ларс Юханссон — 57:38-60:00 | Вратари | Шимон Грубец | Судьи: Алексей Раводин Константин Оленин Линейные судьи: Александр Захаренков Александр Садовников |
|                          | Голы:                                                   | |              | Судьи: Алексей Раводин Константин Оленин Линейные судьи: Александр Захаренков Александр Садовников |
| Андрей Локтионов — 41:01 | 0:1 0:2 1:2 1:3 1:4                                     | 15:57 — Егор Чинахов (С. Чистяков, О. Каски) 30:42 — Кирилл Готовец (С. Толчинский, К. Семёнов) 51:23 — Рид Буше (бол.) (К. Найт, С. Толчинский) 57:38 — Илья Каблуков (п.в.) (А. Потапов) |              | Судьи: Алексей Раводин Константин Оленин Линейные судьи: Александр Захаренков Александр Садовников |
|                          |                                                         | |              | Судьи: Алексей Раводин Константин Оленин Линейные судьи: Александр Захаренков Александр Садовников |
|                          |                                                         | |              | Судьи: Алексей Раводин Константин Оленин Линейные судьи: Александр Захаренков Александр Садовников |
|                          |                                                         | |              | Судьи: Алексей Раводин Константин Оленин Линейные судьи: Александр Захаренков Александр Садовников |
| 4 мин                    | Штраф                                                   | 4 мин |              | Судьи: Алексей Раводин Константин Оленин Линейные судьи: Александр Захаренков Александр Садовников |
|                          |                                                         | |              | |
|                          | 29                                                      | Броски | 26           | |

Счёт в серии: «Авангард» лидирует 1-0.

### Игра № 2
| 20 апреля 2021 19:30 | ЦСКА | 3 : 0 0:0, 1:0, 2:0 | Авангард | ЦСКА Арена, Москва Зрителей: 7334 |

| Отчёт | Отчёт         | Отчёт   | Отчёт        | Отчёт                                                                                 |
| --- | ------------- | ------- | ------------ | ------------------------------------------------------------------------------------- |
| |               |         |              |                                                                                       |
| | Ларс Юханссон | Вратари | Шимон Грубец | Судьи: Алексей Белов Сергей Кулаков Линейные судьи: Никита Вилюгин Александр Чернышёв |
| | Голы:         |         |              | Судьи: Алексей Белов Сергей Кулаков Линейные судьи: Никита Вилюгин Александр Чернышёв |
| Максим Шалунов (бол.) — 35:27 (М. Соркин, К. Окулов) Антон Слепышев — 43:22 (А. Сергеев) Александр Попов — 47:56 (Б. Киселевич, Е. Рыков) | 1:0 2:0 3:0   |         |              | Судьи: Алексей Белов Сергей Кулаков Линейные судьи: Никита Вилюгин Александр Чернышёв |
| |               |         |              | Судьи: Алексей Белов Сергей Кулаков Линейные судьи: Никита Вилюгин Александр Чернышёв |
| |               |         |              | Судьи: Алексей Белов Сергей Кулаков Линейные судьи: Никита Вилюгин Александр Чернышёв |
| |               |         |              | Судьи: Алексей Белов Сергей Кулаков Линейные судьи: Никита Вилюгин Александр Чернышёв |
| 6 мин | Штраф         | 24 мин  |              | Судьи: Алексей Белов Сергей Кулаков Линейные судьи: Никита Вилюгин Александр Чернышёв |
| |               |         |              |                                                                                       |
| | 35            | Броски  | 20           |                                                                                       |

Счёт в серии: ничья 1-1.

### Игра № 3
| 22 апреля 2021 19:00 | Авангард | 1 : 2 1:1, 0:0, 0:1 | ЦСКА | Арена «Балашиха», Балашиха Зрителей: 2399 |

| Отчёт                                | Отчёт                      | Отчёт                                                                                            | Отчёт         | Отчёт                                                                         |
| ------------------------------------ | -------------------------- | ------------------------------------------------------------------------------------------------ | ------------- | ----------------------------------------------------------------------------- |
|                                      |                            |                                                                                                  |               |                                                                               |
|                                      | Шимон Грубец — 00:00-58:09 | Вратари                                                                                          | Ларс Юханссон | Судьи: Сергей Беляев Роман Гофман Линейные судьи: Глеб Лазарев Никита Шалагин |
|                                      | Голы:                      |                                                                                                  |               | Судьи: Сергей Беляев Роман Гофман Линейные судьи: Глеб Лазарев Никита Шалагин |
| Рид Буше — 12:38 (О. Каски, К. Найт) | 1:0 1:1 1:2                | 18:36 — Константин Окулов (А. Попов, М. Шалунов) 48:53 — Максим Шалунов (К. Окулов, М. Робинсон) |               | Судьи: Сергей Беляев Роман Гофман Линейные судьи: Глеб Лазарев Никита Шалагин |
|                                      |                            |                                                                                                  |               | Судьи: Сергей Беляев Роман Гофман Линейные судьи: Глеб Лазарев Никита Шалагин |
|                                      |                            |                                                                                                  |               | Судьи: Сергей Беляев Роман Гофман Линейные судьи: Глеб Лазарев Никита Шалагин |
|                                      |                            |                                                                                                  |               | Судьи: Сергей Беляев Роман Гофман Линейные судьи: Глеб Лазарев Никита Шалагин |
| 4 мин                                | Штраф                      | 8 мин                                                                                            |               | Судьи: Сергей Беляев Роман Гофман Линейные судьи: Глеб Лазарев Никита Шалагин |
|                                      |                            |                                                                                                  |               |                                                                               |
|                                      | 25                         | Броски                                                                                           | 28            |                                                                               |

Счёт в серии: ЦСКА лидирует 2-1.

### Игра № 4
| 24 апреля 2021 17:00 | Авангард | 4 : 3 (ОТ) 0:2, 1:0, 2:1, 1:0 | ЦСКА | Арена «Балашиха», Балашиха Зрителей: 2492 |

| Отчёт | Отчёт                       | Отчёт | Отчёт                                                   | Отчёт                                                                          |
| --- | --------------------------- | --- | ------------------------------------------------------- | ------------------------------------------------------------------------------ |
| |                             | |                                                         |                                                                                |
| | Шимон Грубец                | Вратари | 00:00-58:26 — Ларс Юханссон 59:59-65:39 — Ларс Юханссон | Судьи: Виктор Гашилов Денис Наумов Линейные судьи: Дмитрий Сивов Дмитрий Шишло |
| | Голы:                       | |                                                         | Судьи: Виктор Гашилов Денис Наумов Линейные судьи: Дмитрий Сивов Дмитрий Шишло |
| Корбэн Найт (бол.) — 23:14 (К. Костин, Р. Буше) Клим Костин (бол.) — 43:05 (К. Найт, С. Толчинский) Дамир Шарипзянов — 55:53 (К. Найт) Павел Дедунов (мен.) — 65:39 (В. Покка) | 0:1 0:2 1:2 2:2 3:2 3:3 4:3 | 09:03 — Антон Слепышев (Б. Лайпсик) 12:11 — Максим Мамин (П. Карнаухов, А. Сергеев) 59:59 — Мэт Робинсон (бол.) (А. Слепышев, К. Окулов) |                                                         | Судьи: Виктор Гашилов Денис Наумов Линейные судьи: Дмитрий Сивов Дмитрий Шишло |
| |                             | |                                                         | Судьи: Виктор Гашилов Денис Наумов Линейные судьи: Дмитрий Сивов Дмитрий Шишло |
| |                             | |                                                         | Судьи: Виктор Гашилов Денис Наумов Линейные судьи: Дмитрий Сивов Дмитрий Шишло |
| |                             | |                                                         | Судьи: Виктор Гашилов Денис Наумов Линейные судьи: Дмитрий Сивов Дмитрий Шишло |
| 6 мин | Штраф                       | 60 мин |                                                         | Судьи: Виктор Гашилов Денис Наумов Линейные судьи: Дмитрий Сивов Дмитрий Шишло |
| |                             | |                                                         |                                                                                |
| | 36                          | Броски | 36                                                      |                                                                                |

Счёт в серии: ничья 2-2.

### Игра № 5
| 26 апреля 2021 19:30 | ЦСКА | 0 : 2 0:0, 0:2, 0:0 | Авангард | ЦСКА Арена, Москва Зрителей: 7272 |

| Отчёт | Отчёт                                                   | Отчёт                                                                      | Отчёт        | Отчёт                                                                                 |
| ----- | ------------------------------------------------------- | -------------------------------------------------------------------------- | ------------ | ------------------------------------------------------------------------------------- |
|       |                                                         |                                                                            |              |                                                                                       |
|       | Ларс Юханссон — 00:00-57:50 Ларс Юханссон — 58:12-58:27 | Вратари                                                                    | Шимон Грубец | Судьи: Константин Оленин Алексей Раводин Линейные судьи: Максим Берсенёв Глеб Лазарев |
|       | Голы:                                                   |                                                                            |              | Судьи: Константин Оленин Алексей Раводин Линейные судьи: Максим Берсенёв Глеб Лазарев |
|       | 0:1 0:2                                                 | 24:23 — Дамир Шарипзянов (И. Каблуков, К. Семёнов) 34:23 — Рид Буше (мен.) |              | Судьи: Константин Оленин Алексей Раводин Линейные судьи: Максим Берсенёв Глеб Лазарев |
|       |                                                         |                                                                            |              | Судьи: Константин Оленин Алексей Раводин Линейные судьи: Максим Берсенёв Глеб Лазарев |
|       |                                                         |                                                                            |              | Судьи: Константин Оленин Алексей Раводин Линейные судьи: Максим Берсенёв Глеб Лазарев |
|       |                                                         |                                                                            |              | Судьи: Константин Оленин Алексей Раводин Линейные судьи: Максим Берсенёв Глеб Лазарев |
| 4 мин | Штраф                                                   | 6 мин                                                                      |              | Судьи: Константин Оленин Алексей Раводин Линейные судьи: Максим Берсенёв Глеб Лазарев |
|       |                                                         |                                                                            |              |                                                                                       |
|       | 26                                                      | Броски                                                                     | 23           |                                                                                       |

Счёт в серии: «Авангард» лидирует 3-2.

### Игра № 6
| 28 апреля 2021 19:00 | Авангард | 1 : 0 1:0, 0:0, 0:0 | ЦСКА | Арена «Балашиха», Балашиха Зрителей: 2488 |

| Отчёт                                | Отчёт        | Отчёт   | Отчёт                       | Отчёт                                                                                |
| ------------------------------------ | ------------ | ------- | --------------------------- | ------------------------------------------------------------------------------------ |
|                                      |              |         |                             |                                                                                      |
|                                      | Шимон Грубец | Вратари | 00:00-59:24 — Ларс Юханссон | Судьи: Виктор Гашилов Денис Наумов Линейные судьи: Александр Чернышёв Никита Шалагин |
|                                      | Голы:        |         |                             | Судьи: Виктор Гашилов Денис Наумов Линейные судьи: Александр Чернышёв Никита Шалагин |
| Сергей Толчинский — 19:28 (О. Каски) | 1:0          |         |                             | Судьи: Виктор Гашилов Денис Наумов Линейные судьи: Александр Чернышёв Никита Шалагин |
|                                      |              |         |                             | Судьи: Виктор Гашилов Денис Наумов Линейные судьи: Александр Чернышёв Никита Шалагин |
|                                      |              |         |                             | Судьи: Виктор Гашилов Денис Наумов Линейные судьи: Александр Чернышёв Никита Шалагин |
|                                      |              |         |                             | Судьи: Виктор Гашилов Денис Наумов Линейные судьи: Александр Чернышёв Никита Шалагин |
| 4 мин                                | Штраф        | 2 мин   |                             | Судьи: Виктор Гашилов Денис Наумов Линейные судьи: Александр Чернышёв Никита Шалагин |
|                                      |              |         |                             |                                                                                      |
|                                      | 23           | Броски  | 25                          |                                                                                      |

Победа «Авангарда» в серии со счётом 4-2.

## Чемпион
| Обладатель Кубка Гагарина 2021 |
| ------------------------------ |
|                                |
| Авангард (1-й титул)           |

## Составы команд

### ЦСКА
| №          | Игрок                | Страна            | Хват    | Дата рождения              | Рост (см) | Вес (кг) | Участие в финале             |
| Вратари    | Вратари              | Вратари           | Вратари | Вратари                    | Вратари   | Вратари  | Вратари                      |
| ---------- | -------------------- | ----------------- | ------- | -------------------------- | --------- | -------- | ---------------------------- |
| 30         | Всеволод Скотников   | Россия            | Левый   | 28 сентября 2001 (23 года) | 184 см    | 80 кг    | первое                       |
| 31         | Ларс Юханссон        | Швеция            | Левый   | 11 июля 1987 (37 лет)      | 185 см    | 90 кг    | третье (2018, 2019)          |
| 39         | Александр Шарыченков | Россия            | Левый   | 3 октября 1993 (31 год)    | 193 см    | 94 кг    | второе (2018)                |
| Защитники  |                      |                   |         |                            |           |          |                              |
| 3          | Джон Гилмор          | Канада            | Левый   | 17 мая 1993 (31 год)       | 183 см    | 85 кг    | первое                       |
| 6          | Клас Дальбек         | Швеция            | Левый   | 6 июля 1991 (33 года)      | 189 см    | 94 кг    | второе (2019)                |
| 37         | Мэт Робинсон         | Канада            | Правый  | 20 июня 1986 (38 лет)      | 176 см    | 84 кг    | третье (2018, 2019)          |
| 55         | Богдан Киселевич     | Россия            | Левый   | 14 февраля 1990 (35 лет)   | 184 см    | 94 кг    | второе (2018)                |
| 58         | Дмитрий Саморуков    | Россия            | Левый   | 16 июня 1999 (25 лет)      | 191 см    | 89 кг    | первое                       |
| 73         | Даниил Чайка         | Россия            | Левый   | 22 октября 2002 (22 года)  | 190 см    | 84 кг    | первое                       |
| 75         | Егор Рыков           | Россия            | Левый   | 14 апреля 1997 (27 лет)    | 189 см    | 93 кг    | второе (2017)                |
| 88         | Артём Блажиевский    | Россия            | Левый   | 20 марта 1994 (30 лет)     | 186 см    | 96 кг    | четвёртое (2016, 2018, 2019) |
| 93         | Артём Сергеев        | Россия            | Правый  | 20 февраля 1993 (32 года)  | 186 см    | 94 кг    | третье (2016, 2018)          |
| Нападающие |                      |                   |         |                            |           |          |                              |
| 7          | Иван Телегин         | Россия            | Левый   | 28 февраля 1992 (33 года)  | 193 см    | 90 кг    | четвёртое (2016, 2018, 2019) |
| 9          | Антон Слепышев       | Россия            | Правый  | 13 мая 1994 (30 лет)       | 185 см    | 88 кг    | второе (2019)                |
| 11         | Сергей Андронов      | Россия            | Левый   | 19 июля 1989 (35 лет)      | 189 см    | 96 кг    | четвёртое (2016, 2018, 2019) |
| 15         | Павел Карнаухов      | Россия · Беларусь | Левый   | 15 марта 1997 (27 лет)     | 190 см    | 95 кг    | третье (2018, 2019)          |
| 19         | Брендан Лайпсик      | Канада            | Левый   | 19 мая 1994 (30 лет)       | 178 см    | 82 кг    | первое                       |
| 22         | Александр Попов      | Россия            | Правый  | 31 августа 1980 (44 года)  | 178 см    | 84 кг    | четвёртое (2012, 2018, 2019) |
| 23         | Марио Кемпе          | Швеция            | Левый   | 19 сентября 1988 (36 лет)  | 183 см    | 84 кг    | первое                       |
| 27         | Максим Соркин        | Россия            | Левый   | 19 апреля 2000 (24 года)   | 184 см    | 85 кг    | первое                       |
| 35         | Никита Коростелёв    | Россия · Канада   | Правый  | 8 февраля 1997 (28 лет)    | 186 см    | 95 кг    | первое                       |
| 44         | Никита Сошников      | Россия            | Левый   | 14 октября 1993 (31 год)   | 180 см    | 79 кг    | первое                       |
| 50         | Данил Юртайкин       | Россия            | Правый  | 1 июля 1997 (27 лет)       | 181 см    | 75 кг    | первое                       |
| 52         | Кирилл Максимов      | Россия · Канада   | Правый  | 1 июня 1999 (25 лет)       | 191 см    | 94 кг    | первое                       |
| 71         | Константин Окулов    | Россия            | Левый   | 18 февраля 1995 (30 лет)   | 183 см    | 84 кг    | третье (2018, 2019)          |
| 76         | Егор Афанасьев       | Россия            | Левый   | 23 января 2001 (24 года)   | 192 см    | 92 кг    | первое                       |
| 78         | Максим Шалунов       | Россия            | Левый   | 31 января 1993 (32 года)   | 192 см    | 98 кг    | четвёртое (2013, 2018, 2019) |
| 87         | Андрей Светлаков     | Россия            | Левый   | 6 апреля 1996 (28 лет)     | 182 см    | 92 кг    | четвёртое (2016, 2018, 2019) |
| 90         | Андрей Локтионов     | Россия            | Левый   | 30 мая 1990 (34 года)      | 180 см    | 90 кг    | первое                       |
| 98         | Максим Мамин         | Россия            | Левый   | 13 января 1995 (30 лет)    | 188 см    | 91 кг    | второе (2019)                |

### Авангард
| №          | Игрок              | Страна                    | Хват    | Дата рождения              | Рост (см) | Вес (кг) | Участие в финале             |
| Вратари    | Вратари            | Вратари                   | Вратари | Вратари                    | Вратари   | Вратари  | Вратари                      |
| ---------- | ------------------ | ------------------------- | ------- | -------------------------- | --------- | -------- | ---------------------------- |
| 1          | Андрей Мишуров     | Россия                    | Левый   | 6 августа 2001 (23 года)   | 182       | 85       | первое                       |
| 11         | Шимон Грубец       | Чехия                     | Левый   | 30 июня 1991 (33 года)     | 186       | 83       | первое                       |
| 30         | Игорь Бобков       | Россия                    | Левый   | 2 января 1991 (34 года)    | 198       | 106      | второе (2019)                |
| Защитники  |                    |                           |         |                            |           |          |                              |
| 5          | Алексей Береглазов | Россия                    | Левый   | 20 апреля 1994 (30 лет)    | 193       | 93       | четвёртое (2014, 2016, 2017) |
| 22         | Вилле Покка        | Финляндия                 | Правый  | 3 июня 1994 (30 лет)       | 183       | 90       | второе (2019)                |
| 24         | Алексей Соловьёв   | Россия                    | Левый   | 8 сентября 1994 (30 лет)   | 188       | 92       | первое                       |
| 41         | Кирилл Готовец     | Беларусь                  | Левый   | 25 июня 1991 (33 года)     | 180       | 88       | первое                       |
| 44         | Дамир Шарипзянов   | Россия                    | Левый   | 17 февраля 1996 (29 лет)   | 188       | 93       | первое                       |
| 57         | Максим Гончаров    | Россия                    | Правый  | 15 июня 1989 (35 лет)      | 191       | 96       | первое                       |
| 66         | Семён Чистяков     | Россия                    | Левый   | 7 августа 2001 (23 года)   | 180       | 81       | первое                       |
| 67         | Оливер Каски       | Финляндия                 | Правый  | 4 сентября 1995 (29 лет)   | 190       | 89       | первое                       |
| 73         | Максим Чудинов     | Россия                    | Правый  | 25 марта 1990 (34 года)    | 180       | 95       | третье (2015, 2017)          |
| 74         | Алексей Емелин     | Россия                    | Левый   | 25 апреля 1986 (38 лет)    | 185       | 102      | четвёртое (2009, 2010, 2019) |
| Нападающие |                    |                           |         |                            |           |          |                              |
| 9          | Корбэн Найт        | Канада                    | Правый  | 10 сентября 1990 (34 года) | 186       | 89       | первое                       |
| 16         | Денис Зернов       | Россия                    | Левый   | 10 января 1996 (29 лет)    | 175       | 80       | второе (2019)                |
| 17         | Илья Ковальчук     | Россия                    | Правый  | 15 апреля 1983 (41 год)    | 190       | 103      | третье (2015, 2017)          |
| 19         | Никита Комаров     | Россия                    | Левый   | 28 июня 1988 (36 лет)      | 188       | 95       | первое                       |
| 23         | Андрей Стась       | Россия                    | Левый   | 18 октября 1988 (36 лет)   | 189       | 94       | второе (2019)                |
| 25         | Павел Дедунов      | Россия                    | Левый   | 8 апреля 1990 (34 года)    | 184       | 92       | первое                       |
| 28         | Сергей Толчинский  | Россия                    | Левый   | 3 февраля 1995 (30 лет)    | 173       | 72       | первое                       |
| 29         | Илья Каблуков      | Россия                    | Левый   | 18 января 1988 (37 лет)    | 190       | 89       | третье (2015, 2017)          |
| 37         | Клим Костин        | Россия                    | Левый   | 5 мая 1999 (25 лет)        | 192       | 96       | первое                       |
| 48         | Рид Буше           | Соединённые Штаты Америки | Левый   | 8 сентября 1993 (31 год)   | 180       | 88       | первое                       |
| 59         | Егор Чинахов       | Россия                    | Левый   | 1 февраля 2001 (24 года)   | 182       | 81       | первое                       |
| 65         | Наиль Якупов       | Россия                    | Левый   | 6 октября 1993 (31 год)    | 181       | 86       | первое                       |
| 81         | Арсений Грицюк     | Россия                    | Левый   | 15 марта 2001 (23 года)    | 179       | 79       | первое                       |
| 89         | Алексей Потапов    | Россия                    | Левый   | 2 марта 1989 (36 лет)      | 185       | 89       | второе (2018)                |
| 92         | Иржи Секач         | Чехия                     | Левый   | 10 июня 1992 (32 года)     | 189       | 91       | третье (2014, 2018)          |
| 93         | Александр Хохлачёв | Россия                    | Левый   | 9 сентября 1993 (31 год)   | 180       | 86       | второе (2017)                |
| 94         | Кирилл Семёнов     | Россия                    | Левый   | 27 октября 1994 (30 лет)   | 185       | 80       | второе (2019)                |

## Награды
По итогам финальной серии:

### Лучший вратарь
- Шимон Грубец («Авангард»)

### Лучший защитник
- Дамир Шарипзянов («Авангард»)

### Лучший нападающий
- Рид Буше («Авангард»)

### Лучший новичок
- Клим Костин («Авангард»)